# 堂安律
堂安 律（どうあん りつ、1998年6月16日 - ）は、兵庫県尼崎市出身のプロサッカー選手。ブンデスリーガ・ アイントラハト・フランクフルト所属。ポジションはミッドフィールダー（攻撃的ミッドフィールダー、右サイドミッドフィールダー）。日本代表。
兄は元プロサッカー選手の堂安憂。既婚。

## 来歴

### プロ入り前
尼崎市立浦風小学校・尼崎市立小田南中学校出身。小学生時代には浦風FCに所属していた。ヴィッセル神戸のサッカースクールにも通いテクニックを磨いた。途中から西宮SSへ所属。中学校へ進学する際に、ガンバ大阪、セレッソ大阪、ヴィッセル神戸、名古屋グランパスエイトのジュニアユースからオファーを受けた末にガンバ大阪ジュニアユースへ入団した。ジュニアユース時代の2012年に史上初となるU-15年代全国3冠を達成。ガンバユースでは左右両方をこなせる攻撃的MFとして早くから頭角を現し、レフティでフィジカルが強いことから同様の特徴を持つガンバユース出身である家長昭博2世と称された。

### ガンバ大阪
高校2年となった2015年にトップチームに2種登録されると開幕からトップチームに帯同し、4月7日のACLブリーラム・ユナイテッドFC戦では初のベンチ入りを果たすと、5月27日のACL決勝T1回戦のFCソウル戦で、クラブ史上2番目となる16歳344日の若さで公式戦デビューを果たした。ACLのFCソウル戦、高校2年でのプロデビューは6年前にプロデビューしたガンバユースの先輩である宇佐美貴史と同じシチュエーションとなった。6月3日、J1第10節の鹿島アントラーズ戦で宇佐美の記録を塗り替える16歳11カ月18日でのクラブ史上最年少リーグ戦デビューを果たし、6月20日のJ1第16節ベガルタ仙台戦で公式戦初スタメンで起用された。2015年11月24日には、翌2016年シーズンからのトップチーム昇格が内定した。飛び級でのトップチーム昇格は井手口陽介以来6人目となった。
2016年3月20日、この年から設立されたガンバ大阪U-23のJ3第2節のグルージャ盛岡戦で公式戦初得点。4月23日、J3第6節の大分トリニータではプロ入り初の1試合2得点を決めて、J3リーグ得点ランキング暫定首位に立った。同年7月にエールディヴィジの名門・PSVアイントホーフェンから正式オファーを受けるが、海外経験がありドイツへ移籍した宇佐美や長谷川健太監督のアドバイスを受けガンバ残留を決断した。7月23日、J1・2ndステージ第5節の柏レイソル戦では後半途中から出場し、トップチームでシーズン初出場。8月13日、J1第8節のジュビロ磐田戦では途中出場からJ1初となるアシストを記録した。11月10日、天皇杯4回戦の清水エスパルス戦でプロ入り初先発を果たした。12月1日、アジア年間最優秀ユース選手賞を受賞した。
2017年4月21日、J1第8節の大宮アルディージャ戦ではJ1初得点を含む2得点の活躍を見せた。4月25日、ACL第5節のアデレード・ユナイテッドFC戦ではACL初先発を果たすと、同大会初得点を決めた。

### フローニンゲン
2017年6月23日、オランダ1部のFCフローニンゲンに翌年6月末までの期限付きで移籍することが発表された。8月13日、SCヘーレンフェーンとのリーグ戦初戦で公式戦初先発を果たした。9月21日、カップ戦1回戦のデルデ・ディヴィジ所属ヘラクレスとの試合で移籍後初得点を決めた。9月30日、第7節のPECズヴォレ戦でリーグ戦初得点を決めた。11月19日、第12節のSBVフィテッセ戦では連敗ストップに貢献し、ホームゲームで一部観客の投票によって選ばれるマン・オブ・ザ・マッチに選出された。2018年1月21日、第19節のヴィレムII戦では2018年初得点を決めた。4月23日、フローニンゲンは買い取りオプションを行使し、完全移籍での獲得を発表した。4月29日、第33節のSBVエクセルシオール戦ではシーズン9点目を決め、試合終了後にはサポーターが選ぶMVPに選出された。このゴールで、フローニンゲンの10代選手では歴代3位の記録となった。
2年目となる2018-19シーズンでは、背番号を「7」に変更した。8月12日、SBVフィテッセとの開幕戦でシーズン初得点を決めた。2019年3月3日、第24節のVVVフェンロー戦ではプロ入り初の退場処分を課されている。

### PSV
2019年8月27日、PSVアイントホーフェンに移籍した。背番号は「25」。クラブ史上初の日本人選手となった。9月14日、第6節のフィテッセ戦で途中出場から移籍後初出場を果たした。9月19日、UEFAヨーロッパリーグ・GL第1節のスポルティングCP戦で欧州リーグデビューを果たした。9月29日、第8節のPECズヴォレ戦で移籍後初得点を決めた。移籍直前には11番のユニフォーム姿で試合に出場していた。

### ビーレフェルト
2020年9月5日、ドイツ・ブンデスリーガのアルミニア・ビーレフェルトに2020-21シーズン終了までのレンタルで移籍した。背番号は「8」。加入2日目で古巣フローニンゲン相手のフレンドリーマッチにて途中出場した。10月18日、ブンデスリーガ第4節バイエルン・ミュンヘン戦にてブンデスリーガでの初ゴールを決めた。
年間ベストルーキー賞の候補に選ばれ、月間ベストルーキー賞では、ジュード・ベリンガム、ジャマル・ムシアラ、サイラス・ワマンギトゥカなどの選手より受賞回数を上回り、月間賞候補のノミネート回数では単独最多だった。
シーズン通してクラブでは残留争いに巻き込まれたものの、2021年5月22日の最終節Vfbシュツットガルト戦で試合を決定付ける2点目を決め残留に大きく貢献した。個人としてもリーグ戦全34試合に出場し、チームトップタイの5得点を挙げた。その後ビーレフェルト側は堂安の完全移籍での獲得を目指したものの、COVID-19からくる財政難でそれも叶わず、2021年6月9日に退団が発表された。

### PSV復帰
2021年9月11日、第4節のAZアルクマール戦で後半から今季初出場を果たしゴールを決めた。 11月26日、UEFAヨーロッパリーグ・GL第5節のSKシュトゥルム・グラーツ戦にて空中でボールを操り、アシストしたことから国内外で大きな話題を呼んだ。2022年5月2日、第31節のヴィレムII戦で開始2分でゴールを決め、4期ぶりに2ケタ得点を記録。KNVBカップ決勝のアヤックス戦では69分から途中出場して好プレーを見せて、日本国籍の選手として初となる優勝を果たした。

### フライブルク
2022年7月5日、ブンデスリーガのSCフライブルクへの完全移籍が発表された。背番号は「42」。プレシーズンマッチのRCストラスブール戦で1G1Aを記録した。7月31日、フライブルク初めての公式戦DFBポカールで1.FCカイザースラウテルンと対戦、決勝ゴールを決め、逆転勝ちをした。
2024-25シーズンはリーグ戦全試合に出場。17日にホームで行われた最終節、チームは4位で迎えUEFAチャンピオンズリーグ初出場を懸けて3位アイントラハト・フランクフルトと直接対決。自身は先制点を決めて史上初の1シーズン二桁得点を達成。しかしチームは1-3で逆転負けを喫し、他会場でボルシア・ドルトムントが勝利したため5位フィニッシュとなり、クラブ・自身初のチャンピオンズリーグ出場はならず、来季はUEFAヨーロッパリーグに出場することが決定した。

### アイントラハト・フランクフルト
2025年8月7日、アイントラハト・フランクフルトへ完全移籍して5年契約を結んだことが発表された。背番号はかつて長谷部誠が着用していた20番となる。ESPNによると移籍金は2200万ユーロと推定されている。

### 日本代表
2014年にU-16日本代表に選出され、9月のAFC U-16選手権では左サイドバックで起用された。
2016年10月、AFC U-19選手権のメンバーに選出。10月24日、準々決勝のU-19タジキスタン戦では1得点1アシストの活躍で5大会ぶりとなるFIFA U-20ワールドカップの出場権獲得に貢献。10月30日、決勝のU-19サウジアラビア戦では0-0でPK戦の末優勝を果たし、AFC U-19選手権の大会MVPに選出された。
2017年5月、FIFA U-20ワールドカップのメンバーに選出。5月21日に行われた初戦のU-20南アフリカ戦では逆転ゴールを決め、5月27日のU-20イタリア戦では2得点を挙げて、日本の決勝トーナメント進出に貢献した。チームは、決勝トーナメント1回戦で敗れたものの、4試合3得点でチームを牽引し、イタリア戦後にはFIFA公式ツイッターでは「日本のメッシ」と評された。
2018年8月30日、キリンチャレンジカップに挑む日本代表に初招集され、9月11日のコスタリカ戦でA代表初出場を果たした。10月16日のウルグアイ戦でA代表初ゴールを決めた。10月、フランスのサッカー専門誌「フランス・フットボール」が創設した21歳以下の最優秀選手に贈られる若手版バロンドールに当たる賞「コパ・トロフィー」の候補者にノミネートされた。

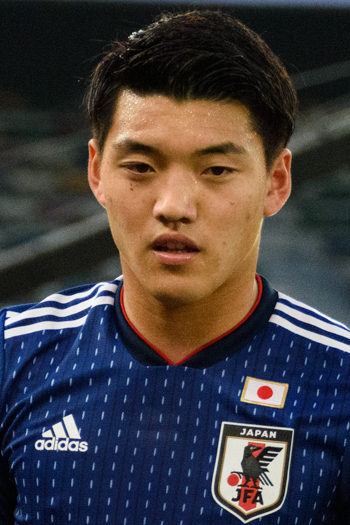
AFCアジアカップ、トルクメニスタン戦より

2019年1月、AFCアジアカップ2019のメンバーに選出。1月9日、初戦のトルクメニスタン戦ではアジアカップにおける日本代表最年少得点を決めた。なお、この記録は同大会1月22日のサウジアラビア戦で、日本代表DF冨安健洋（20歳77日）に更新されている。右サイドMFとしてグループステージのウズベキスタン戦を除く全試合に出場し、準々決勝ベトナム戦では決勝点となるゴールを決めるなどチームの決勝戦進出に貢献。決勝戦カタール戦でも先発出場するが、チームは1-3で敗れ準優勝となった。大会を通して6試合出場2ゴールという成績を残す。FIFAによる今大会の「ブレイクスター」5人のうち1人に選ばれる
2021年6月、東京オリンピックに向けたU-24日本代表で10番のユニフォームを背負い親善試合のガーナ戦で1G1Aを叩き出しチームを勢いに乗せ、6-0と快勝した。直後のジャマイカ戦でも1ゴールを記録した。
2021年6月22日、東京オリンピックに向けたU-24日本代表に選出された。背番号は「10」。
7月12日の東京オリンピック前の強化試合のホンジュラス戦、17日のスペイン代表戦で、1ゴールを記録。U-24日本代表戦では4戦連続ゴールを記録した。東京オリンピック本大会では、全6試合に出場し1ゴールを記録するも、チームは4位で大会を終え、メダル獲得にはあと一歩及ばなかった。
2022年11月1日、2022カタールW杯に臨む日本代表に選出された。11月23日、GL初戦のドイツ戦で後半から途中出場し、同点ゴールを決めてチームを勝利に導いた。12月1日、GL3戦目のスペイン戦でも後半開始から途中出場し、開始2分に大会2点目となる同点ゴールを決めた。直後に田中碧の勝ち越しゴールを演出し、チームも逆転勝利を収めてグループ首位で2大会連続決勝トーナメント進出を決めた。W杯で1大会に複数得点を挙げた日本代表選手は、稲本潤一と本田圭佑、乾貴士に次ぐ4人目となった。決勝トーナメント1回戦のクロアチア戦では先発出場し、チームは敗れたものの、ベスト16進出に大きく貢献した。
2023年6月、キリンチャレンジカップ2023のエルサルバドル戦、ペルー戦の二試合で、これまでの南野拓実に代わり、背番号10を着用した。エルサルバドル戦では三笘薫のシュートのこぼれ球を押し込んでゴールを決めた。
2011年から2019年まで長期間に渡って、日本代表で背番号10を付けた香川真司は、コメントを求められて「あまり軽くコメントはできない。自分が口出しすることではない。」「彼も分かっていると思うけど、一つ言えるのは背番号でサッカーをするわけじゃない。自分の番号にしていけば良いし、良いメンタルしているので、できると思う」と答えた。

## 人物・エピソード
- フローニンゲンへ移籍するまでガンバ大阪に所属していたが、小学校4年生の時には、セレッソ大阪のセレクションを受けている。親との話し合いで「（当時所属していた西宮SSより）もっとレベルの高いチームへ行こう」と決めた末の挑戦だったが、不合格に終わった。堂安がフローニンゲン在籍中に受けたテレビ番組『情熱大陸』（毎日放送）向けの取材で明かしたところによれば、「セレッソから（入団の）オファーが届くような選手になっても1秒で断る」と決めたほど、このセレクションで大きな挫折を味わったという。そのため、中学校へ進学する際には、セレッソからジュニアユースチームへの入団を誘われても断っている[54]。逆に、実兄の憂は、創造学園高等学校へ進学するまでセレッソのアカデミーに所属していた。
- 日本代表において同年代の中島翔哉、南野拓実との2列目でのコンビネーションは、メディアからは本田圭佑、香川真司、岡崎慎司に代わる新ビッグ3、三銃士と呼ばれる事がある[55]。
- アジアカップ2019では長友佑都と共に毎日ジムでトレーニングをし、師弟に近い関係を築いた[56]。準々決勝ベトナム戦の前には長友の前で「ゴールを決められなかったら丸刈りにする」と約束し、その言葉通りゴールを決めた[57]。長友からは「向上心があってホントに情熱がある選手」と評価され、かつて共にプレーしたフィリペ・コウチーニョやマテオ・コヴァチッチと比較して、能力的に全然劣ってないと語られた[58]。
- 人名 "DOAN"
  - 2022 FIFAワールドカップ（カタールW杯）のグループステージにおける日本対スペイン戦（12月1日開催）では、1点ビハインド（1点差の劣勢状態）で迎えた後半戦の開始直後に堂安が同点ゴールを叩き込んだが、イスラエルの視聴者（インターネットで見ていた人など）の中にはスペイン側が得点を重ねたものと早合点した人がいた[59] という。それと言うのも、英語の"Doan" もそうだが、「堂安」のヘブライ語の綴りである"דואן"は「ドゥアン」「デュワン」などとも読め、フランス人やスペイン人風の名字に見えたためである[59]。つまり、"Doan" なる選手がゴールを決めてにわかに盛り上がっているならそれはスペインの加点に違いないという勘違いを多くの人がしてしまったという話である。
  - "Doan" という綴りは、ベトナムでは一般的な名字 "Đoàn（漢字表記：段）" （発音、音写例：ドゥワーン）であり、AFCアジアカップ2019でベトナム代表と対戦する際、ベトナム・メディアは堂安のことを「両親は日本人でベトナムにルーツはない」とわざわざ解説している。また、同大会での堂安は、同じく "Doan (Đoàn)" とアルファベット表記されるベトナム代表のドゥアン・バン・ハウと対戦し、Doan対決が実現した[60]。
- プーマと契約期間10年の総額約10億円のスポンサー契約を結んだことが発表された[61]。
- プロ野球、特に読売ジャイアンツ（巨人）のファンとしても知られる[62][63][64][65]。関西出身なのに巨人ファンである理由は、家族の影響[64][65]に加えて、巨人が最も強く[64][65]、最も伝統のあるチーム[64]だからだと述べている。PSVアイントホーフェン在籍時には、野球オランダ代表のリック・バンデンハークとの対面も実現した[63]。
- 2024年6月2日にX、Instagramにて結婚を発表。なお、相手は3歳年上の一般女性[66][67]。

## 所属クラブ
ユース時代
- 2005年 - 2010年 浦風FC、西宮少年SS
- 2011年 - 2013年 ガンバ大阪ジュニアユース（小田南中学校）
- 2014年 - 2015年 ガンバ大阪ユース
  - 2015年 ガンバ大阪（2種登録）

プロ経歴
- 2016年 - 2018年6月  ガンバ大阪
  - 2017年7月 - 2018年6月   FCフローニンゲン（期限付き移籍）
- 2018年7月 - 2019年8月  FCフローニンゲン
- 2019年8月 - 2022年  PSVアイントホーフェン
  - 2020年9月 - 2021年6月   アルミニア・ビーレフェルト（期限付き移籍）
- 2022年 - 2025年  SCフライブルク
- 2025年 -  アイントラハト・フランクフルト

## 個人成績
| 国内大会個人成績 | 国内大会個人成績 | 国内大会個人成績 | 国内大会個人成績 | 国内大会個人成績 | 国内大会個人成績 | 国内大会個人成績 | 国内大会個人成績 | 国内大会個人成績 | 国内大会個人成績 | 国内大会個人成績 | 国内大会個人成績 |
| 年度             | クラブ           | 背番号           | リーグ           | リーグ戦         | リーグ戦         | リーグ杯         | リーグ杯         | オープン杯       | オープン杯       | 期間通算         | 期間通算         |
| 年度             | クラブ           | 背番号           | リーグ           | 出場             | 得点             | 出場             | 得点             | 出場             | 得点             | 出場             | 得点             |
| 日本             | 日本             | 日本             | 日本             | リーグ戦         | リーグ戦         | リーグ杯         | リーグ杯         | 天皇杯           | 天皇杯           | 期間通算         | 期間通算         |
| ---------------- | ---------------- | ---------------- | ---------------- | ---------------- | ---------------- | ---------------- | ---------------- | ---------------- | ---------------- | ---------------- | ---------------- |
| 2015             | G大阪            | 38               | J1               | 2                | 0                | 1                | 0                | 0                | 0                | 3                | 0                |
| 2016             | G大阪            | 38               | J1               | 3                | 0                | 0                | 0                | 1                | 0                | 4                | 0                |
| 2017             | G大阪            | 38               | J1               | 10               | 3                | -                | -                | 0                | 0                | 10               | 3                |
| オランダ         | オランダ         | オランダ         | オランダ         | リーグ戦         | リーグ戦         | リーグ杯         | リーグ杯         | KNVBカップ       | KNVBカップ       | 期間通算         | 期間通算         |
| 2017-18          | フローニンゲン   | 25               | エールディヴィジ | 29               | 9                | -                | -                | 2                | 1                | 31               | 10               |
| 2018-19          | フローニンゲン   | 7                | エールディヴィジ | 30               | 5                | -                | -                | 1                | 0                | 31               | 5                |
| 2019-20          | フローニンゲン   | 7                | エールディヴィジ | 2                | 1                | -                | -                | 0                | 0                | 2                | 1                |
| 2019-20          | PSV              | 25               | エールディヴィジ | 19               | 2                | -                | -                | 2                | 0                | 21               | 2                |
| ドイツ           | ドイツ           | ドイツ           | ドイツ           | リーグ戦         | リーグ戦         | リーグ杯         | リーグ杯         | DFBポカール      | DFBポカール      | 期間通算         | 期間通算         |
| 2020-21          | ビーレフェルト   | 8                | ブンデス1部      | 34               | 5                | -                | -                | 1                | 0                | 35               | 5                |
| オランダ         | オランダ         | オランダ         | オランダ         | リーグ戦         | リーグ戦         | リーグ杯         | リーグ杯         | KNVBカップ       | KNVBカップ       | 期間通算         | 期間通算         |
| 2021-22          | PSV              | 25               | エールディヴィジ | 24               | 8                | -                | -                | 5                | 2                | 29               | 10               |
| ドイツ           | ドイツ           | ドイツ           | ドイツ           | リーグ戦         | リーグ戦         | リーグ杯         | リーグ杯         | DFBポカール      | DFBポカール      | 期間通算         | 期間通算         |
| 2022-23          | フライブルク     | 42               | ブンデス1部      | 33               | 5                | -                | -                | 5                | 1                | 38               | 6                |
| 2023-24          | フライブルク     | 42               | ブンデス1部      | 30               | 7                | -                | -                | 2                | 0                | 32               | 7                |
| 2024-25          | フライブルク     | 42               | ブンデス1部      | 34               | 10               | -                | -                | 2                | 0                | 36               | 10               |
| 2025-26          | フランクフルト   |                  | ブンデス1部      |                  |                  | -                | -                |                  |                  |                  |                  |
| 通算             | 日本             | 日本             | J1               | 15               | 3                | 1                | 0                | 1                | 0                | 17               | 3                |
| 通算             | オランダ         | オランダ         | エールディヴィジ | 104              | 25               | -                | -                | 10               | 3                | 114              | 28               |
| 通算             | ドイツ           | ドイツ           | ブンデス1部      | 131              | 27               | -                | -                | 10               | 1                | 141              | 38               |
| 総通算           | 総通算           | 総通算           | 総通算           | 250              | 55               | 1                | 0                | 21               | 4                | 272              | 59               |

| 2016   | G大23  | 38     | J3     | 21 | 10 | 21 | 10 |
| 通算   | 日本   | 日本   | J3     | 21 | 10 | 21 | 10 |
| 総通算 | 総通算 | 総通算 | 総通算 | 21 | 10 | 21 | 10 |

| 国際大会個人成績 | 国際大会個人成績 | 国際大会個人成績 | 国際大会個人成績 | 国際大会個人成績 |
| 年度             | クラブ           | 背番号           | 出場             | 得点             |
| AFC              | AFC              | AFC              | ACL              | ACL              |
| ---------------- | ---------------- | ---------------- | ---------------- | ---------------- |
| 2015             | G大阪            | 38               | 1                | 0                |
| 2016             | G大阪            | 38               | 1                | 0                |
| 2017             | G大阪            | 38               | 6                | 1                |
| UEFA EL          | UEFA EL          | UEFA EL          | UEFA EL          | UEFA EL          |
| 2019-20          | PSV              | 25               | 4                | 0                |
| 2022-23          | フライブルク     | 42               | 7                | 1                |
| 2023-24          | フライブルク     | 42               | 10               | 2                |
| 通算             | AFC              | AFC              | 8                | 1                |
| 通算             | UEFA             | UEFA             | 21               | 3                |

その他の国際大会
- 2017年
  - AFCチャンピオンズリーグ・プレーオフ 1試合0得点

備考
- 2015年は2種登録

出場歴
- 公式戦初出場 - 2015年5月27日 ACL決勝Tラウンド16第2戦 vsFCソウル（万博記念競技場）
- Jリーグ初出場 - 2015年6月3日 J1.1st第10節 vs鹿島アントラーズ（万博記念競技場）
- Jリーグ初得点 - 2016年3月20日 J3第2節 vsグルージャ盛岡（市立吹田サッカースタジアム）
- エールディヴィジ初出場 - 2017年8月13日 第1節 vsSCヘーレンフェーン（エウロボルグ）
- エールディヴィジ初得点 - 2017年9月30日 第7節 vsPECズウォレ（MAC³PARKスタディオン）
- ブンデスリーガ初出場 - 2020年9月19日 第1節 vsアイントラハト・フランクフルト（ドイチェ・バンク・パルク）
- ブンデスリーガ初得点 - 2020年10月18日 第4節 vsFCバイエルン・ミュンヘン（シューコ・アレーナ）

## タイトル

### クラブ
ガンバ大阪ジュニアユース
- 関西サンライズリーグ：3回（2011年 - 2013年）
- JFAプレミアカップ：1回（2012年）
- 日本クラブユースサッカー選手権：1回（2012年）
- 高円宮杯全日本ユース選手権：1回（2012年）

ガンバ大阪ユース
- 高円宮杯プレミアリーグWEST：1回（2015年）

PSVアイントホーフェン
- KNVBカップ：1回（2021-22）

### 代表
U-19日本代表
- AFC U-19選手権：1回（2016年）

### 個人
- AFC U-19選手権・MVP（2016年）
- アジア年間最優秀ユース選手賞（2016年）
- JPFAアワード（JPFA）・ベストイレブン：1回（2022年）

## 代表歴
- 国際Aマッチ初出場 - 2018年9月11日 キリンチャレンジカップ2018 vsコスタリカ代表（パナソニックスタジアム吹田）
- 国際Aマッチ初得点 - 2018年10月16日 キリンチャレンジカップ2018 vsウルグアイ代表（埼玉スタジアム2002）
- 国際Aマッチ50試合出場 - 2024年6月11日 2026 FIFAワールドカップ・アジア2次予選 vsシリア代表（エディオンピースウイング広島）

### 出場大会
- U-15日本代表
  - AFC U-16選手権2014・予選（2013年）
- U-16日本代表
  - Caspian Cup 2013（2013年）
  - AFC U-16選手権2014（2014年）
- U-17日本代表
  - 第22回バツラフ・イェジェク国際ユーストーナメント（2015年）
- U-18日本代表
  - SBSカップ 国際ユースサッカー（2015年）
  - 長安フォードカップ（2015年）
  - AFC U-19選手権2016・予選（2015年）
- U-19日本代表
  - バーレーンU-19カップ（2016年）
  - 水原JSカップ U-19国際ユースサッカー大会（2016年）
  - Panda Cup（2016年）
  - NTC招待大会（2016年）
  - AFC U-19選手権2016（2016年）
- U-20日本代表
  - ドイツ遠征（2017年）
  - FIFA U-20ワールドカップ（2017年）
- U-22日本代表
  - キリンチャレンジカップ（2019年）
- U-24日本代表
  - 東京オリンピック（2021年）
- 日本代表
  - キリンチャレンジカップ（2018年）
  - AFCアジアカップ2019（2019年）
  - 2022 FIFAワールドカップ・アジア2次予選（2019年）
  - 2022 FIFAワールドカップ・アジア3次予選（2021年）
  - キリンカップサッカー2022（2022年）
  - 2022 FIFAワールドカップ（2022年）
  - 2026 FIFAワールドカップ・アジア2次予選（2023年）
  - AFCアジアカップ2023（2024年）
  - 2026 FIFAワールドカップ・アジア3次予選（2024年）

### 試合数
- 国際Aマッチ 57試合 10得点（2018年 - ）

| 日本代表 | 国際Aマッチ | 国際Aマッチ |
| 年       | 出場        | 得点        |
| -------- | ----------- | ----------- |
| 2018     | 5           | 1           |
| 2019     | 13          | 2           |
| 2020     | 2           | 0           |
| 2021     | 1           | 0           |
| 2022     | 12          | 2           |
| 2023     | 8           | 2           |
| 2024     | 14          | 3           |
| 2025     | 2           | 0           |
| 通算     | 57          | 10          |

### 出場
| No. | 開催日         | 開催都市         | スタジアム                                             | 対戦国               | 結果         | 監督   | 大会                                   |
| --- | -------------- | ---------------- | ------------------------------------------------------ | -------------------- | ------------ | ------ | -------------------------------------- |
| 1.  | 2018年9月11日  | 吹田             | パナソニックスタジアム吹田                             | コスタリカ           | ○3-0         | 森保一 | キリンチャレンジカップ2018             |
| 2.  | 2018年10月12日 | 新潟             | デンカビックスワンスタジアム                           | パナマ               | ○3-0         | 森保一 | キリンチャレンジカップ2018             |
| 3.  | 2018年10月16日 | さいたま         | 埼玉スタジアム2002                                     | ウルグアイ           | ○4-3         | 森保一 | キリンチャレンジカップ2018             |
| 4.  | 2018年11月16日 | 大分             | 大分銀行ドーム                                         | ベネズエラ           | △1-1         | 森保一 | キリンチャレンジカップ2018             |
| 5.  | 2018年11月20日 | 豊田             | 豊田スタジアム                                         | キルギス             | ○4-0         | 森保一 | キリンチャレンジカップ2018             |
| 6.  | 2019年1月9日   | ドバイ           | アール・ナヒヤーン・スタジアム                         | トルクメニスタン     | ○3-2         | 森保一 | AFCアジアカップ2019                    |
| 7.  | 2019年1月13日  | アブダビ         | シェイク・ザイード・スタジアム                         | オマーン             | ○1-0         | 森保一 | AFCアジアカップ2019                    |
| 8.  | 2019年1月21日  | シャールジャ     | シャールジャ・スタジアム                               | サウジアラビア       | ○1-0         | 森保一 | AFCアジアカップ2019                    |
| 9.  | 2019年1月24日  | ドバイ           | アール・マクトゥーム・スタジアム                       | ベトナム             | ○1-0         | 森保一 | AFCアジアカップ2019                    |
| 10. | 2019年1月28日  | アル・アイン     | ハッザーア・ビン・ザーイド・スタジアム                 | イラン               | ○3-0         | 森保一 | AFCアジアカップ2019                    |
| 11. | 2019年2月1日   | アブダビ         | シェイク・ザイード・スタジアム                         | カタール             | ●1-3         | 森保一 | AFCアジアカップ2019                    |
| 12. | 2019年3月22日  | 横浜             | 日産スタジアム                                         | コロンビア           | ●0-1         | 森保一 | キリンチャレンジカップ2019             |
| 13. | 2019年3月26日  | 神戸             | ノエビアスタジアム神戸                                 | ボリビア             | ○1-0         | 森保一 | キリンチャレンジカップ2019             |
| 14. | 2019年6月5日   | 豊田             | 豊田スタジアム                                         | トリニダード・トバゴ | △0-0         | 森保一 | キリンチャレンジカップ2019             |
| 15. | 2019年6月9日   | 利府             | ひとめぼれスタジアム宮城                               | エルサルバドル       | ○2-0         | 森保一 | キリンチャレンジカップ2019             |
| 16. | 2019年9月5日   | 鹿嶋             | 茨城県立カシマサッカースタジアム                       | パラグアイ           | ○2-0         | 森保一 | キリンチャレンジカップ2019             |
| 17. | 2019年9月10日  | ヤンゴン         | トゥウンナ・スタジアム                                 | ミャンマー           | ○2-0         | 森保一 | 2022 FIFAワールドカップ・アジア2次予選 |
| 18. | 2019年10月15日 | ドゥシャンベ     | ドゥシャンベ・セントラル・スタジアム                   | タジキスタン         | ○3-0         | 森保一 | 2022 FIFAワールドカップ・アジア2次予選 |
| 19. | 2020年10月9日  | ユトレヒト       | スタディオン・ハルヘンワールト                         | カメルーン           | △0-0         | 森保一 | 国際親善試合                           |
| 20. | 2020年10月13日 | ユトレヒト       | スタディオン・ハルヘンワールト                         | コートジボワール     | ○1-0         | 森保一 | 国際親善試合                           |
| 21. | 2021年9月2日   | 吹田             | パナソニックスタジアム吹田                             | オマーン             | ●0-1         | 森保一 | 2022 FIFAワールドカップ・アジア3次予選 |
| 22. | 2022年1月27日  | さいたま         | 埼玉スタジアム2002                                     | 中国                 | ○2-0         | 森保一 | 2022 FIFAワールドカップ・アジア3次予選 |
| 23. | 2022年6月2日   | 札幌             | 札幌ドーム                                             | パラグアイ           | ○4-1         | 森保一 | キリンチャレンジカップ2022             |
| 24. | 2022年6月6日   | 新宿             | 国立競技場                                             | ブラジル             | ●0-1         | 森保一 | キリンチャレンジカップ2022             |
| 25. | 2022年6月10日  | 神戸             | ノエビアスタジアム神戸                                 | ガーナ               | ○4-1         | 森保一 | キリンカップサッカー2022               |
| 26. | 2022年6月14日  | 吹田             | パナソニックスタジアム吹田                             | チュニジア           | ●0-3         | 森保一 | キリンカップサッカー2022               |
| 27. | 2022年9月23日  | デュッセルドルフ | デュッセルドルフ・アレーナ                             | アメリカ合衆国       | ○2-0         | 森保一 | 国際親善試合                           |
| 28. | 2022年9月27日  | デュッセルドルフ | デュッセルドルフ・アレーナ                             | エクアドル           | △0-0         | 森保一 | 国際親善試合                           |
| 29. | 2022年11月17日 | ドバイ           | アール・マクトゥーム・スタジアム                       | カナダ               | ●1-2         | 森保一 | 国際親善試合                           |
| 30. | 2022年11月23日 | ライヤーン       | ハリーファ国際スタジアム                               | ドイツ               | ○2-1         | 森保一 | 2022 FIFAワールドカップ                |
| 31. | 2022年11月27日 | ライヤーン       | アフメド・ビン＝アリー・スタジアム                     | コスタリカ           | ●0-1         | 森保一 | 2022 FIFAワールドカップ                |
| 32  | 2022年12月1日  | ライヤーン       | ハリーファ国際スタジアム                               | スペイン             | ○2-1         | 森保一 | 2022 FIFAワールドカップ                |
| 33. | 2022年12月5日  | アル＝ワクラ     | アル・ジャヌーブ・スタジアム                           | クロアチア           | △1-1 (PK1-3) | 森保一 | 2022 FIFAワールドカップ                |
| 34. | 2023年3月24日  | 新宿             | 国立競技場                                             | ウルグアイ           | △1-1         | 森保一 | キリンチャレンジカップ2023             |
| 35. | 2023年3月28日  | 大阪             | ヨドコウ桜スタジアム                                   | コロンビア           | ●1-2         | 森保一 | キリンチャレンジカップ2023             |
| 36. | 2023年6月15日  | 豊田             | 豊田スタジアム                                         | エルサルバドル       | ○6-0         | 森保一 | キリンチャレンジカップ2023             |
| 37. | 2023年6月20日  | 吹田             | パナソニックスタジアム吹田                             | ペルー               | ○4-1         | 森保一 | キリンチャレンジカップ2023             |
| 38. | 2023年9月10日  | ヴォルフスブルク | フォルクスワーゲン・アレーナ                           | ドイツ               | ○4-1         | 森保一 | 国際親善試合                           |
| 39. | 2023年9月12日  | ヘンク           | セゲカ・アレーナ                                       | トルコ               | ○4-2         | 森保一 | キリンチャレンジカップ2023             |
| 40. | 2023年11月16日 | 吹田             | パナソニックスタジアム吹田                             | ミャンマー           | ○5-0         | 森保一 | 2026 FIFAワールドカップ・アジア2次予選 |
| 41. | 2023年11月21日 | ジッダ           | プリンス・アブドゥッラー・アル・ファイサル・スタジアム | シリア               | ○5-0         | 森保一 | 2026 FIFAワールドカップ・アジア2次予選 |
| 42. | 2024年1月1日   | 新宿             | 国立競技場                                             | タイ                 | ○5-0         | 森保一 | TOYO TIRES CUP 2024                    |
| 43. | 2024年1月14日  | ドーハ           | アル・トゥマーマ・スタジアム                           | ベトナム             | 〇4-2        | 森保一 | AFCアジアカップ2023                    |
| 44. | 2024年1月19日  | ライヤーン       | エデュケーション・シティ・スタジアム                   | イラク               | ●1-2         | 森保一 | AFCアジアカップ2023                    |
| 45. | 2024年1月24日  | ドーハ           | アル・トゥマーマ・スタジアム                           | インドネシア         | ○3-1         | 森保一 | AFCアジアカップ2023                    |
| 46. | 2024年1月31日  | ドーハ           | アル・トゥマーマ・スタジアム                           | バーレーン           | ○3-1         | 森保一 | AFCアジアカップ2023                    |
| 47. | 2024年2月3日   | ライヤーン       | エデュケーション・シティ・スタジアム                   | イラン               | ●1-2         | 森保一 | AFCアジアカップ2023                    |
| 48. | 2024年3月21日  | 新宿             | 国立競技場                                             | 北朝鮮               | ○1-0         | 森保一 | 2026 FIFAワールドカップ・アジア2次予選 |
| 49. | 2024年6月6日   | ヤンゴン         | トゥウンナ・スタジアム                                 | ミャンマー           | ○5-0         | 森保一 | 2026 FIFAワールドカップ・アジア2次予選 |
| 50. | 2024年6月11日  | 広島             | エディオンピースウイング広島                           | シリア               | ○5-0         | 森保一 | 2026 FIFAワールドカップ・アジア2次予選 |
| 51. | 2024年9月5日   | さいたま         | 埼玉スタジアム2002                                     | 中国                 | ○7-0         | 森保一 | 2026 FIFAワールドカップ・アジア3次予選 |
| 52. | 2024年9月10日  | リファー         | バーレーン・ナショナル・スタジアム                     | バーレーン           | ○5-0         | 森保一 | 2026 FIFAワールドカップ・アジア3次予選 |
| 53. | 2024年10月10日 | ジッダ           | キング・アブドゥッラー・スポーツ・シティ               | サウジアラビア       | ○2-0         | 森保一 | 2026 FIFAワールドカップ・アジア3次予選 |
| 54. | 2024年10月15日 | さいたま         | 埼玉スタジアム2002                                     | オーストラリア       | △1-1         | 森保一 | 2026 FIFAワールドカップ・アジア3次予選 |
| 55. | 2024年11月15日 | ジャカルタ       | ゲロラ・ブン・カルノ・スタジアム                       | インドネシア         | ○4-0         | 森保一 | 2026 FIFAワールドカップ・アジア3次予選 |
| 56. | 2024年3月20日  | さいたま         | 埼玉スタジアム2002                                     | バーレーン           | ○2-0         | 森保一 | 2026 FIFAワールドカップ・アジア3次予選 |
| 57. | 2025年3月25日  | さいたま         | 埼玉スタジアム2002                                     | サウジアラビア       | △0-0         | 森保一 | 2026 FIFAワールドカップ・アジア3次予選 |

### ゴール
| No. | 開催日         | 開催都市   | スタジアム                       | 対戦国           | 結果 | 大会                                   |
| --- | -------------- | ---------- | -------------------------------- | ---------------- | ---- | -------------------------------------- |
| 1.  | 2018年10月16日 | さいたま   | 埼玉スタジアム2002               | ウルグアイ       | ○4-3 | キリンチャレンジカップ2018             |
| 2.  | 2019年1月9日   | アブダビ   | アール・ナヒヤーン・スタジアム   | トルクメニスタン | ○3-2 | AFCアジアカップ2019                    |
| 3.  | 2019年1月24日  | ドバイ     | アール・マクトゥーム・スタジアム | ベトナム         | ○1-0 | AFCアジアカップ2019                    |
| 4   | 2022年11月23日 | ライヤーン | ハリーファ国際スタジアム         | ドイツ           | ○2-1 | 2022 FIFAワールドカップ                |
| 5.  | 2022年12月1日  | ライヤーン | ハリーファ国際スタジアム         | スペイン         | ○2-1 | 2022 FIFAワールドカップ                |
| 6.  | 2023年6月15日  | 豊田       | 豊田スタジアム                   | エルサルバドル   | ○6-0 | キリンチャレンジカップ2023             |
| 7.  | 2023年11月16日 | 吹田       | パナソニックスタジアム吹田       | ミャンマー       | ○5-0 | 2026 FIFAワールドカップ・アジア2次予選 |
| 8.  | 2024年1月31日  | ドーハ     | アル・トゥマーマ・スタジアム     | バーレーン       | ○3-1 | AFCアジアカップ2023                    |
| 9.  | 2024年6月6日   | ヤンゴン   | トゥウンナ・スタジアム           | ミャンマー       | ○5-0 | 2026 FIFAワールドカップ・アジア2次予選 |
| 10. | 2024年6月11日  | 広島       | エディオンピースウイング広島     | シリア           | ○5-0 | 2026 FIFAワールドカップ・アジア2次予選 |

## 出演

### CM
- アクエリアス（2019年）
- 東京メトロ（2019年）
- Visa「Visaでタッチ・リフティング篇」（2020年-）
- プーマジャパン（2020年）
- 楽天グループ「楽天カード」(2022年)
- TCLジャパンエレクトロニクス (2023年)